# Cnodontes vansomereni
Cnodontes vansomereni är en fjärilsart som beskrevs av Stenpffer och Bennett 1953. Cnodontes vansomereni ingår i släktet Cnodontes och familjen juvelvingar. Inga underarter finns listade i Catalogue of Life.